# Feint (cântec)
Feint este cel de-al doilea single al formației de origine olandeză, Epica, extras de pe albumul The Phantom Agony.

## Lista melodiilor
1. "Feint"
2. "Feint" (versiune pian nelansată anterior)
3. "Triumph of Defeat" (versiune instrumentală nelansată anterior)
4. "Seif al Din"